# Dysidea elastica
Dysidea elastica är en svampdjursart som först beskrevs av VonLendenfeld 1889.  Dysidea elastica ingår i släktet Dysidea och familjen Dysideidae. Inga underarter finns listade i Catalogue of Life.